# Bruno Bartoletti
Bruno Bartoletti (* 10. Juni 1926 in Sesto Fiorentino; † 9. Juni 2013 in Florenz) war ein bedeutender italienischer  Dirigent, der das italienische und zeitgenössische Repertoire durch sein Wirken an der Lyric Opera of Chicago besonders förderte.

## Leben
Als Kind spielte Bruno Bartoletti die Piccoloflöte in einem lokalen Kammerorchester, in dem sein Vater Umberto, ein Schmied, die Klarinette spielte. Brunos musikalisches Talent wurde von einer Musikschullehrerin in der Grundschule entdeckt, deren Ehemann der bekannte Bildhauer Antonio Berti war. Sie empfahl den Jungen an das Konservatorium „Luigi Cherubini“ in Florenz, wo er als Flötist und Pianist ausgebildet wurde. Bevor er dirigieren lernte, war er Pianist und Korrepetitor im Opernstudio des Konservatoriums. Unter seinen wichtigsten Lehrern war Tullio Serafin.
Bartoletti assistierte in seiner Laufbahn als Dirigent mehreren bedeutenden Dirigenten seiner Zeit wie Dimitri Mitropoulos, Vittorio Gui and Tullio Serafin. Mit dem Journalisten Luigi Serra war er gut befreundet. Dieser berichtete in einem späteren Interview über ihn, dass Bartoletti während des Zweiten Weltkriegs als Pianist die amerikanischen Truppen in Florenz unterhalten habe. Batoletti habe diesen ersten Kontakt mit den Amerikanern als sehr herzlich empfunden, wobei ihn damals die amerikanische Musik, besonders die von Cole Porter stark beeindruckte.
Am 1. Juli 1953 heiratete er Rosanna Sandretti, eine Grundschullehrerin, die am 4. Juli 1927 geboren worden war. In den 58 Jahren ihrer Ehe war sie stets bei den Proben anwesend. Als sie 2011 starb, wurde sie vom Intendanten der Lyric Opera of Chicago mit einem Nachruf auf der Homepage der Oper bedacht.

## Karriere
Bruno Bartoletti gab 1953 mit Rigoletto sein Debüt als Dirigent am Teatro Comunale di Firenze. Nach mehreren Engagements in ganz Italien wurde er zum Künstlerischen Leiter des Festivals Maggio Musicale Fiorentino (1957–64) und anschließend zum Chefdirigent der Opera Roma (1965–73) berufen. Er war erster und fester Gastdirigent am Königlichen Theater in Kopenhagen (1957–60) und an der Lyric Opera of Chicago (1956), wo er im Alter von 30 Jahren mit Verdis Il trovatore für Tullio Serafin einsprang. Die Oper war erst zwei Jahre zuvor gegründet worden und bot Bartoletti große Entfaltungsmöglichkeiten. Ab 1964 wurde er unter Intendant Pino Donati zum Chefdirigent und zu seinem Stellvertreter ernannt. Er leitete das Orchester bei mehr als 55 unterschiedlichen Opern in nahezu 600 Vorstellungen. Von 1975 bis 1999 war er zusätzlich Intendant der Lyric Opera of Chicago. Seine Karriere beendete er 2007 mit dem Dirigat der Oper La traviata von Giuseppe Verdi.

## Repertoire
Bruno Bartoletti baute seine Karriere als Spezialist des Opern-Repertoires auf. Er war bekannt als hervorragender Interpret italienischer Opern von Verdi und Puccini, aber auch als Kenner der Musik des 19. und frühen 20. Jahrhunderts. Er dirigierte weltweit an großen Opernhäusern Uraufführungen, die er auch inszenierte wie Werke der Komponisten Lodovico Rocca, Gian Francesco Malipiero, Alberto Ginastera und Krzysztof Penderecki. Er bewirkte mehrere Schallplattenaufnahmen von seltenen Opernwerken, wie zuletzt 1996 La cena delle beffe von Umberto Giordano am Opernhaus Zürich.
Unter seiner künstlerischen und musikalischen Leitung wurde das Repertoire der Lyric Opera of Chicago durch erfolgreiche und moderne Werke bereichert und mit viel versprechenden jungen Sängern besetzt, sodass sich das Haus unter Insidern als „La Scala West“ einen Namen machte. Aus dieser fruchtbaren Zusammenarbeit gingen zahlreiche internationale Opernstars hervor.
Bartolettis breites Repertoire reichte von der traditionellen bis zur modernen Musik. Werke, die heute auf den internationalen Spielplänen stehen, wurden durch sein Engagement zum ersten Mal auf die amerikanische Bühne gebracht. Beispiele hierfür sind die Opern Herzog Blaubarts Burg von Béla Bartók, Die Sache Makropulos von Leoš Janáček, Die verkaufte Braut von Bedřich Smetana, Boris Godunow von Modest Mussorgski, Lulu und Wozzeck von Alban Berg, Der feurige Engel und Der Spieler von Sergei Prokofjew sowie Billy Budd von Benjamin Britten. 1984 dirigierte er die italienische Erstaufführung der Oper Die Nase von Dmitri Schostakowitsch nach Gogols Erzählung, die damals in der Sowjetunion verboten war. 1978 dirigierte er die Weltpremiere Das verlorene Paradies von Krzysztof Penderecki, eine Produktion die wegen ihrer Kosten das Budget des Hauses sprengte und eine finanzielle Krise der Lyric Opera of Chicago verursachte. 
Als Composer in Residence holte er den amerikanischen Komponisten William Bolcom, der von 1992 bis 2004 drei Opern für das Haus komponierte und dort erstmals aufführte: Mc Teague, basierend auf einer Novelle von Frank Norris, A view from the bridge, eine Adaptation des gleichnamigen Schauspiels von Arthur Miller und A Wedding, basierend auf einem Film von Robert Altman, der die Oper auch inszenierte.  
Darüber hinaus gab er jungen italienischen Dirigenten die Gelegenheit, ihr erstes Debüt in Amerika an der Lyric Opera of Chicago zu geben, bevor sie wie Daniele Gatti und Riccardo Chailly internationale Berühmtheit erlangten. Ebenso förderte er noch unbekannte Dirigenten wie Leonard Slatkin, Dennis Russell Davies and George Manahan oder den 26-jährigen Regisseur Peter Sellars, der 1983 The Mikado inszenierte.
Bedeutende Opernsänger arbeiteten mit ihm zusammen. Die lange Liste beinhaltet berühmte Namen wie Plácido Domingo, Luciano Pavarotti, Marilyn Horne, Grace Bumbry, Catherine Malfitano, Jussi Björling, Renata Tebaldi, Mirella Freni, Montserrat Caballé, Giuseppe Di Stefano oder Richard Tucker. Darüber hinaus fand Bartoletti weltweit junge, neue Gesangstalente wie Monna Ry Andersen.  
In späteren Jahren unterrichtete er an der Accademia Musicale Chigiana in Siena.
Bruno Bartoletti dirigierte weltweit an namhaften Opernhäusern wie der Opera Roma, dem Royal Opera House in Covent Garden, London, der Scala, dem Grand Théâtre de Genève, dem Teatro Colón in Buenos Aires, dem Opernhaus Zürich und mehrere Jahre beim Festival Maggio Musicale in Florenz. In den letzten Jahren wurde er als Dirigent zum Glyndebourne Festival, zu den Salzburger Festspielen und zum Festival d’Aix-en-Provence eingeladen sowie an der Pariser Oper engagiert.
Sein Leben beschrieb er einmal, über seine Karriere nachdenkend, als „sehr langes symphonisches Gedicht.“

## Auszeichnungen
- 2003: Premio Abbiati